# José de Jesús Gudiño Pelayo
José de Jesús Gudiño Pelayo (Autlán de Navarro, Jalisco, 6 de junio de 1943 - Londres, Reino Unido, 19 de septiembre de 2010) fue un jurista mexicano y Ministro de la Suprema Corte de Justicia de la Nación desde el año de 1995 hasta su fallecimiento.

## Biografía
Nacido en el municipio de Autlán, Jalisco estudió la licenciatura en derecho en la Universidad Iberoamericana de México, titulándose en 1972. Posteriormente en 1990 obtendría el grado de maestría en la misma institución.
Dentro del Poder Judicial Federal de México realizó carrera judicial pasando por los puestos de Secretario de Estudio y Cuenta en la Suprema Corte de Justicia de la Nación, Juez de Distrito en los Estados de Sonora, Tamaulipas y Baja California; posteriormente Magistrado de Circuito en Veracruz y Jalisco.
En 1995, el presidente Ernesto Zedillo lo nominó como ministro del Tribunal Supremo siendo confirmado por el Senado para un periodo que terminaría en el año 2015. Era considerado un ministro liberal alineándose a favor de causas como la de la periodista Lydia Cacho o la despenalización del aborto en el Distrito Federal.
Alternadamente se desempeñó como docente y académico en diversas universidades de México: Universidad Autónoma de Baja California; Centro de Estudios Universitarios Cristóbal Colón en Veracruz; Instituto Tecnológico y de Estudios Superiores de Occidente de Guadalajara, Jalisco; Universidad Panamericana; Universidad Iberoamericana; Universidad Autónoma de Tlaxcala y en la Universidad Nacional Autónoma de México.
Falleció a causa de un infarto en Londres, Reino Unido el 19 de septiembre de 2010.

## Publicaciones
- GUDIÑO PELAYO, José de Jesús (1991). Problemas Fundamentales del Amparo Mexicano. México: Instituto Tecnológico y de Estudios Superiores de Occidente (ITESO). ISBN 968-6101-20-9.
- —. (1993). Introducción al Amparo Mexicano. México: Instituto Tecnológico y de Estudios Superiores de Occidente (ITESO). ISBN 968-6101-31-4.
- —. (1998). El Estado contra sí Mismo. México: Limusa.
- —. (2001). Ingeniería Judicial y reforma del Estado. México: Editorial Laguna. ISBN 968-7772-40-9.
- —. (2004). Controversia sobre Controversia. México: Porrúa. ISBN 970-07-2474-3.
- —. (2002). La Improcedencia y el Sobreseimiento en la Controversia Constitucional. México: Fundación Universitaria de Derecho, Administración y Política, S.C. ISBN 968-5435-005-7 |isbn= incorrecto (ayuda).
- —. (2003). La Contradicción de Criterios Judiciales en el Derecho Angloamericano y en el Mexicano. México: Editora Laguna. ISBN 968-7772-60-3.